# Claudia Friedl
Pour les articles homonymes, voir Friedl.
Claudia Friedl, née le 19 juillet 1960 à Saint-Gall (originaire du même lieu), est une personnalité politique suisse, membre du Parti socialiste.
Elle siège au Conseil national depuis mars 2013.

## Biographie
Claudia Friedl naît le 19 juillet 1960 à Saint-Gall, dont elle est également originaire. Ses parents, qui vivaient dans la région autrichienne de Mühlviertel, déménagent à Saint-Gall bien avant sa naissance. Son père devient chef du service de la voirie de la ville.
Elle grandit dans le quartier de St. Georgen avec ses deux frères aînés et une sœur cadette. Après avoir suivi l'école normale et exercé le métier d'instituteur en tant que remplaçante, elle entame des études de biologie, jusqu'à obtenir un doctorat en sciences naturelles de l'École polytechnique fédérale de Zurich.
Elle travaille ensuite pour l'Office fédéral de l'environnement, des forêts et du paysage à Berne, dans la section Pêche.
Elle vit en couple à Saint-Gall avec un architecte paysagiste.

## Parcours politique
Son engagement politique remonte à la grève des femmes de 1991.
Elle est membre du législatif de la commune de Saint-Gall de 1993 à 1996, puis du Conseil cantonal de Saint-Gall de mai 1996 à février 2013. Elle préside l'hémicycle de mai 2000 à mai 2001.
Elle préside le parti socialiste saint-gallois de 2004 à 2012.
Elle accède au Conseil national le 4 mars 2013, à la suite de la démission de Hildegard Fässler. Elle y siège au sein de la Commission de politique extérieure (CPE) et, depuis la 51e législature, de la Commission des finances (CdF). Elle est réélue en 2015, 2019 et 2023. 